# Ddu-Du Ddu-Du
„Ddu-Du Ddu-Du” (kor. 뚜두뚜두) – singel południowokoreańskiej grupy Blackpink, wydany 15 czerwca 2018 roku przez wytwórnię YG Entertainment. Promował minialbum Square Up.
Singel osiągnął komercyjny sukces, zajmując 1. pozycję na liście Gaon Digital Chart przez 3 kolejne tygodnie. Towarzyszący mu teledysk został wydany tego samego dnia i stał się najczęściej oglądanym teledyskiem online oraz drugim najczęściej oglądanym teledyskiem w ciągu 24 godzin od premiery. Był też pierwszym teledyskiem grupy K-popowej, który osiągnął 1 miliard wyświetleń.
Remix utworu został dołączony jako utwór bonusowy do kolejnej płyty zespołu, Kill This Love.
Utwór został nagrany ponownie w języku japońskim i wydany 5 grudnia 2018 roku na pierwszym japońskim albumie Blackpink in Your Area.

## Lista utworów
| CD | CD                                              | CD    | CD                           | CD               | CD      |
| Nr | Tytuł utworu                                    | Tekst | Kompozycja                   | Aranżacja        | Długość |
| -- | ----------------------------------------------- | ----- | ---------------------------- | ---------------- | ------- |
| 1. | „Ddu-Du Ddu-Du” (kor. 뚜두뚜두 (DDU-DU DDU-DU)) | Teddy | Teddy, 24, R.Tee, Bekuh Boom | Teddy, 24, R.Tee | 3:29    |

## Notowania
| Lista                                   | Najwyższa pozycja |
| --------------------------------------- | ----------------- |
| Kanada (Canadian Hot 100)               | 22                |
| Chiny (QQ Music)                        | 2                 |
| France (Dowoland – SNEP)                | 95                |
| Japonia (Japan Hot 100)                 | 7                 |
| Malezja (RIM)                           | 1                 |
| Nowa Zelandia (Heatseekers – RMNZ)      | 2                 |
| Rosja (Tophit)                          | 43                |
| Szkocja (Official Charts Company)       | 32                |
| Singapur (RIAS)                         | 1                 |
| Korea Południowa (Hot 100)              | 1                 |
| Korea Południowa (Gaon)                 | 1                 |
| UK Singles (Official Charts Company)    | 78                |
| US Billboard Hot 100                    | 55                |
| US World Digital Song Sales (Billboard) | 1                 |

## Nagrody w programach muzycznych
| Program                | Data            | Źródło |
| ---------------------- | --------------- | ------ |
| Show! Music Core (MBC) | 23 czerwca 2018 | [ 16 ] |
| Show! Music Core (MBC) | 30 czerwca 2018 | [ 17 ] |
| Show! Music Core (MBC) | 7 lipca 2018    | [ 18 ] |
| Show! Music Core (MBC) | 14 lipca 2018   | [ 19 ] |
| Inkigayo (SBS)         | 24 czerwca 2018 | [ 20 ] |
| Inkigayo (SBS)         | 1 lipca 2018    | [ 21 ] |
| Inkigayo (SBS)         | 8 lipca 2018    | [ 22 ] |
| M Countdown (Mnet)     | 28 czerwca 2018 | [ 23 ] |
| M Countdown (Mnet)     | 5 lipca 2018    | [ 24 ] |
| M Countdown (Mnet)     | 12 lipca 2018   | [ 25 ] |
| Music Bank (KBS2)      | 29 lipca 2018   | [ 26 ] |

## Sprzedaż i certyfikaty
| Kraj                    | Sprzedaż     | Certyfikat   |
| Cyfrowa                 | Cyfrowa      | Cyfrowa      |
| ----------------------- | ------------ | ------------ |
| Korea Południowa (KMCA) | 2 500 000+   | Platynowy    |
| Australia (ARIA)        | 70 000+      | Platynowy    |
| Francja (SNEP)          | 100 000+     | Złoty        |
| Polska (ZPAV)           | 25 000+      | Złoty        |
| Wielka Brytania (BPI)   | 200 000+     | Srebrny      |
| USA (RIAA)              | 500 000+     | Złoty        |
| Streaming               |              |              |
| Korea Południowa (KMCA) | 200 000 000+ | 2× Platynowy |
| Japonia (RIAJ)          | 50 000 000+  | Złoty        |